# Shelf Cloud

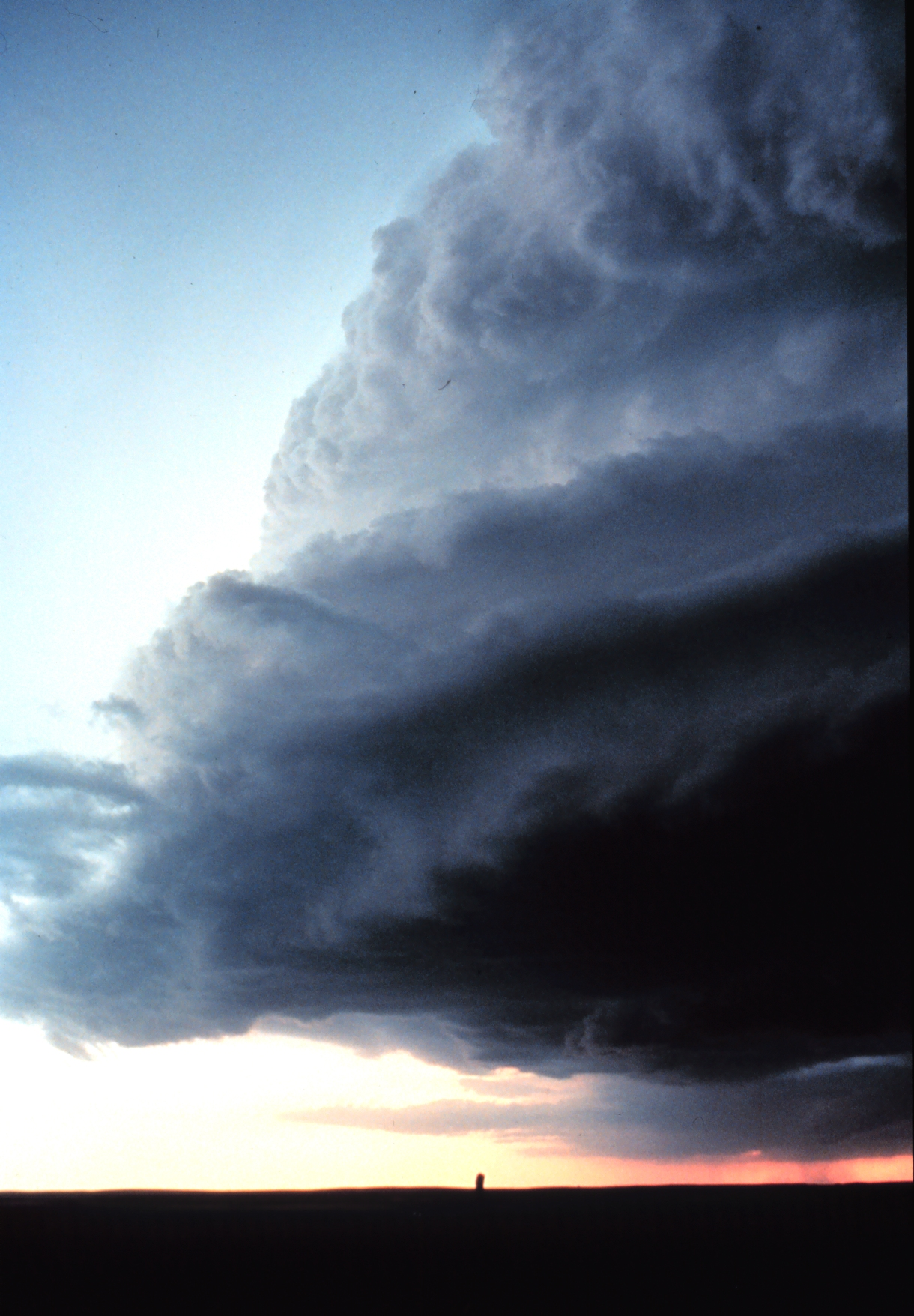
Shelf cloud einer Superzelle

Eine Shelf Cloud ist eine tiefe, horizontal ausgerichtete Arcus-Wolke in Keilform.

## Beschreibung

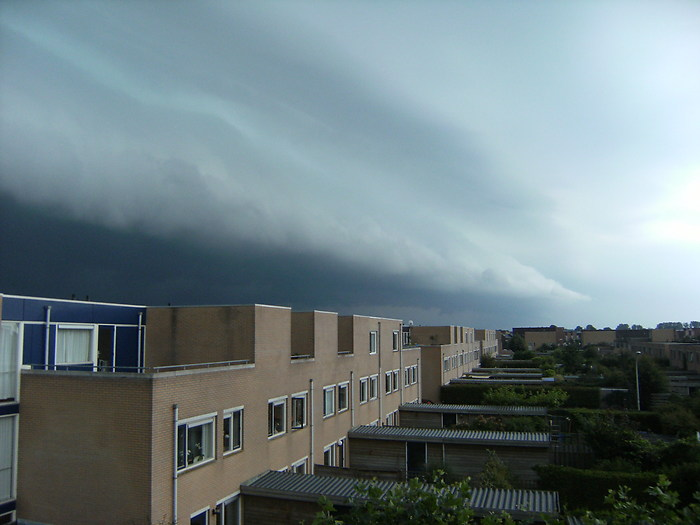
Shelf cloud über Zwolle, Niederlande

Eine Shelf Cloud tritt seltener mit Kaltfronten, vor allem aber in Verbindung mit Gewittern und dabei insbesondere Böenfronten recht häufig auf. Dort hat sie eine direkte Verbindung zur Gewitterzelle oder anderen Mutterwolken (was sie von den wesentlich selteneren Roll Clouds unterscheidet) – und liegt an deren vorderer bzw. auch seitlicher Ausbreitungsfront. Eine Shelf Cloud entsteht durch den Abwind einer solchen Gewitterzelle. An den Außenrändern einer Shelf Cloud können häufig Aufwärtsbewegungen beobachtet werden, wohingegen sich an der Unterseite eher turbulente Verhältnisse zeigen. Shelf Cloud ist ein in der Meteorologie international anerkannter Anglizismus, wobei für sie im deutschen Sprachraum der unscharfe Begriff der Böenwalze üblich ist.

## Abgrenzung
Es kann vorkommen, dass eine Shelf Cloud mit einer Mauerwolke verwechselt wird, diese befindet sich jedoch eher im unteren bzw. hinteren Bereich eines Gewitters.